# Avery Rock
Avery Rock ist eine Felseninsel im Süden der Machias Bay auf dem Boden der Gemeinde Machiasport im US-amerikanischen Bundesstaat Maine.

## Geschichte
Das Gebiet der Machias Bay war bereits in historischer Zeit ein bedeutsamer Hafen für den Pelzhandel, im 19. Jahrhundert war die Bucht Standort eines bedeutsamen Holzhandelsplatzes, welcher im Bereich des heutigen Bundesstaates Maine nur von Bangor übertroffen wurde.
Doch erst 1874 erfolgte der Beschluss, ergänzend zum bereits 1823 errichteten Leuchtturm auf Libby Island, ein weiteres Leuchtfeuer auf dem nur etwa 1.000 Quadratmeter großen Avery Rock zu errichten. Bedingt durch die geringe Grundfläche wurde der quadratische Turm als Dachaufsatz auf dem Haus des Leuchtturmwärters errichtet, die Baukosten beliefen sich auf etwa 15.000 US-Dollar. Insbesondere aufgrund von Schwierigkeiten beim Materialtransport und bei dessen Anlandung auf der Insel verzögerte sich der Bau, so dass die ein weißes Blinklicht aussendende Fresnellinse fünfter Ordnung erstmals am 15. Oktober 1875 erleuchtet wurde.
Die Anlage bestand neben dem Haus des Wärters, welches 6 Räume umfasste, und dem mit diesem direkt verbundenen Leuchtturm aus einem Ölspeicher und einem Turm für die Nebelglocke, welche 1.200 Pfund (448 Kilogramm) wog; der Wasserversorgung dienten zwei Zisternen zur Aufnahme von Regenwasser. Der exponierten Lage waren die ungewöhnlich starken Ziegelwände (18 Zoll / 45,7 cm) und Fensterläden (4 Zoll / 10,2 cm) geschuldet, eine Anlandung auf dem kahlen Fels war wegen des Sturms oftmals über Wochen nicht möglich.
Das Jahr 1902 brachte eine Änderung am Beleuchtungsmechanismus, ab jetzt kam eine Fresnel-Linse vierter Ordnung zum Einsatz, die ein konstantes rotes Licht abstrahlte. 
Nach einem Sturm im Januar 1926 erfolgte der Beschluss, den Betrieb des Leuchtturms zu automatisieren; dieser wurde umgehend umgesetzt. Das Jahr 1931 brachte eine Rekonstruktion der technischen Anlagen. 
Ein Sturm im Jahr 1946 führte zu irreversiblen Schäden am Leuchtturm und den Nebenanlagen, eine Rekonstruktion wurde aus Kostengründen nicht in Erwägung gezogen. Stattdessen wurde eine Leuchtboje etwa 100 Meter vom Standort des Leuchtturms installiert.

## Tourismus
Es sind keinerlei Reste des Leuchtturms sichtbar, Bootsausflüge zum Avery Rock sind möglich.